# Премія імені Карлоса Шермана

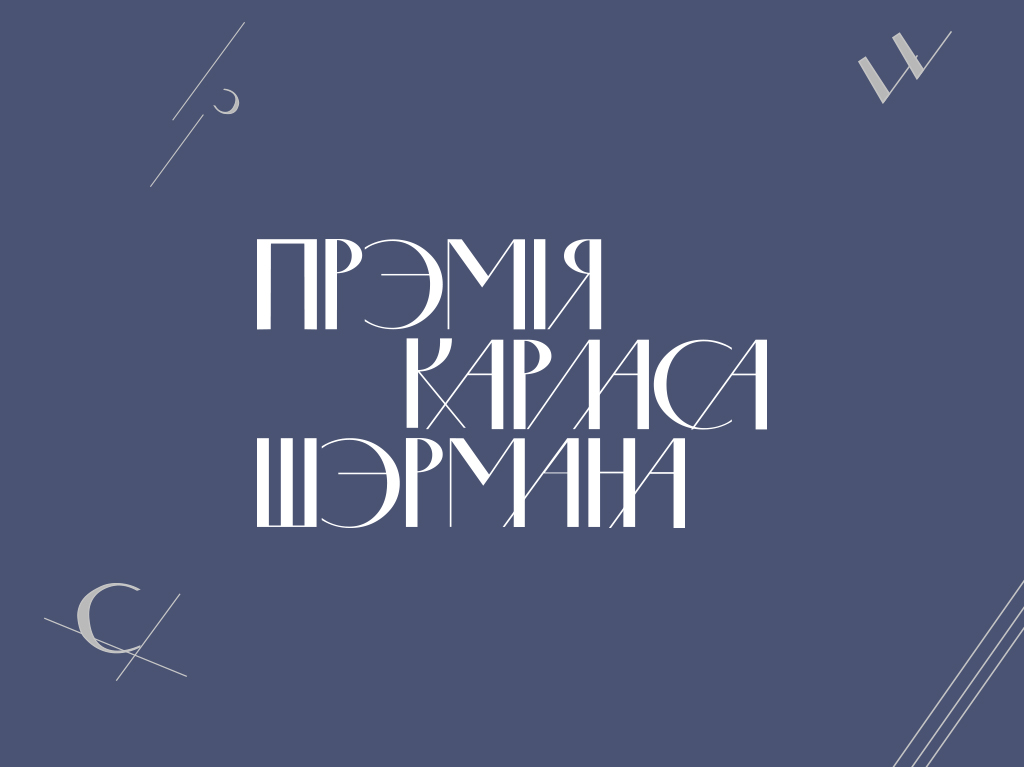
Логотип нагороди.

Премія імені Карлоса Шермана (біл. Прэмія імя Карласа Шэрмана) — щорічна літературна премія Білоруського ПЕН-центру, Союзу білоруських письменників та Благодійного фонду «Вяртанне». Заснована премія у 2016 році. Присуджується за найкращий переклад художньої книги білоруською мовою.

## Мета премії
- визначення найкращих перекладів книг білоруською мовою;
- підтримка школи художнього перекладу в Білорусії;
- вшанування пам’яті видатного літературного перекладача Карлоса Шермана[1].

## Умови
Премія вручається за художню книгу, перекладену білоруською мовою та вперше опубліковану в паперовій або електронній формі у році, що передує року висунення цієї премії.

### Номінації
Нагорода присуджується в номінаціях «Переклад прози», «Переклад поезії», «Переклад дитячої книги».

## Етапи премії
Конкурс складається з таких етапів:
- Перший етап: прийняття Оргкомітетом заявок та книг на конкурс;
- Другий етап: публічне оголошення Повного переліку книг, прийнятих до участі у конкурсі;
- Третій етап: публічне оголошення Короткого списку книг-фіналістів конкурсу;
- Четвертий етап: оголошення та урочиста церемонія нагородження лауреата/лауреатів Премії.

## Переможці
- 2016 — Якуб Лапатка, переклад карело-фінського епосу «Калевала».
- 2017 — Андрій Хаданович, переклад книги віршів Шарля Бодлера.
- 2018 — Віра Бурлак, переклад книги Льюїса Керрола «Аліса в Задзеркаллі».
- 2019:
  - Переклад прози: Сергій Шупа — Мойше Кульбак «Понеділок» (переклад з мови їдиш);
  - Переклад поезії: Антон Францишак Бриль — Марк Валерій Марціал «Вибрані вірші» (переклад з латинської мови);
  - Переклад дитячої книги: Надія Кондрусевич — Юя Вісландер «Джордіс» (переклад зі шведської мови).
- 2020[2]:
  - Переклад прози: Катерина Мацієвська, переклад книги Анджея Сапковського «Відьмак. Останнє бажання»;
  - Переклад поезії: Ігор Куліков, переклад книги «Староанглійська поезія»;
  - Переклад дитячої книги: Сергія Матирки, переклад книги Ервіна Мозера «Неймовірні історії на добраніч».
- 2021:
  - Переклад прози: Ольга Гронська, переклад книги Данієля Кельмана «Тіль»;
  - Переклад поезії: Юлія Тимофєєва, переклад книги Стівен Крейн «Вибрані вірші»;
  - Переклад дитячої книги: Олена Петрович, переклад книги Джоан Роулінг «Гаррі Поттер і таємна кімната».